# Gunung Gede (Wonotirto)
Gunung Gede is een bestuurslaag in het regentschap Blitar van de provincie Oost-Java, Indonesië. Gunung Gede telt 3152 inwoners (volkstelling 2010).